# В дни кометы
«В дни коме́ты» (англ. «In the Days of the Comet», другие названия: «Во дни кометы», «Когда прилетит комета. Пророчество о наступающем золотом веке») — утопический фантастический роман Герберта Уэллса.

## Публикации романа
В оригинале роман был впервые опубликован в 1906 году. На русском языке роман впервые появился в № 3-12 «Нового журнала литературы, искусства и науки» за 1906 год. В собрании сочинений Уэллса в 9 томах (1910 год) роман был напечатан в переводе Веры Засулич и позднее публиковался в основном в этом переводе.

## Сюжет
Роман построен в форме воспоминаний главного героя Вильяма Ледфорда о днях своей юности и о событиях 50-летней давности, которые привели к радикальному изменению мира («Великой перемене»). В первой части романа он рассказывает о своей жизни в Англии начала XX века. Эта часть написана как бытовой роман и практически лишена фантастических элементов. В это время герою 21 год и он работает мелким служащим в гончарной лавке. Он критически описывает окружающее его общество, царящие в нём классовое и имущественное расслоение, безработицу, экономические проблемы.
Ледфорд теряет работу и любимую девушку Нетти Стюарт, которая предпочитает ему молодого аристократа Эдуарда Веррола. Разгневанный Ледфорд принимает решение убить их обоих, а затем покончить жизнь самоубийством. Фоном к этим событиям личной жизни главного героя служат периодические газетные сообщения о приближающейся к Земле комете, которым ни главный герой, ни большинство окружающих его людей, не придают особого значения. Даже начавшаяся между Британией и Германией война не может отвлечь главного героя от поставленной цели. Он гонится за влюблёнными и наконец настигает их в Эссексе, на побережье моря. В кульминационный момент, когда Ледфорд стреляет в них, Земля погружается в хвост кометы, и он падает без сознания.
Очнувшись через несколько часов, главный герой осознаёт, что его мысли и мотивы его поведения радикально переменились, как и поведение окружающих его людей:

Мне думается, каждый испытал то же, что я старался описать, — чувство удивления и ощущение радостной новизны. Это часто сопровождалось путаницей в мыслях и глубокой растерянностью. Я ясно помню, как сидел на ступеньке и никак не мог понять, кто же я такой…
Я был всего лишь одним из миллионов людей, переживших в то утро те же сомнения. Мне кажется, что человек после сна или обморока твёрдо знает, кто он, по привычным ощущениям своего тела, а в то утро все наши обычные телесные ощущения изменились. Изменились и самые существенные химические жизненные процессы и соответствующие нервные реакции. Сбивчивые, изменчивые, неопределённые и отуманенные страстями мысли и чувства прошлого заменились прочными, устойчивыми, здоровыми процессами. Осязание, зрение, слух — всё изменилось, все чувства стали тоньше и острее. Если бы наше мышление не стало более устойчивым и ёмким, то мне кажется, множество людей сошло бы с ума. Только благодаря этому мы смогли понять то, что случилось. Господствующим ощущением, характерным для происшедшей Перемены, было чувство огромного облегчения и необычайной восторженности всего нашего существа. Очень живо ощущалось, что голова легка и ясна, а перемена в телесных ощущениях, вместо того чтобы вызывать помрачение мысли и растерянность — обычные проявления умственного расстройства в прежнее время, — теперь порождала только отрешение от преувеличенных страстей и путаной личной жизни.

Выясняется, что эти явления вызваны кометой, которая изменила состав земной атмосферы.
Последующее повествование посвящено описанию вызванных кометой перемен в жизни человечества, получивших название «Великая перемена». Избавившись, благодаря изменениям в психике, от низменных страстей — зависти, гнева, эгоизма, стяжательства, ревности и т. д. — люди строят справедливое общество, основанное на принципах коллективизма.